# Чарлз Сіблі
Чарлз Сіблі (англ. Charles Sibley) — американський орнітолог та молекулярний біолог, засновник та провідний фахівець з молекулярної систематики птахів. Його робота суттєво змінила розуміння еволюційної історії птахів.

## Біографія
Навчався у Каліфорнійському університеті в Берклі. У 1940 році отримав ступінь бакалавра, а в 1948 — доктора філософії. У 1939 та 1941 році здійснив експедиції в Мексику, потім на Соломонові острови, архіпелаг Бісмарка, острів Нова Гвінея та на Філіппіни. Під час Другої світової війни служив на острова Еміралі (архіпелаг Бісмарка), де у вільний від служби час вивчав місцевих птахів.
У 1948—1949 роках викладав зоологію та був куратором відділу птахів у Канзаському університеті. З 1949 по 1953 роки — асистент професора зоології Коледжу Сан-Хосе. З 1953 по 1965 рік він був доцентом, потім професором зоології та директором орнітологічної лабораторії в Корнельському університеті. Між 1965 і 1986 роками він був професором біології та професором орнітології Єльського університету та куратором птахів у музеї Пібоді. З 1986 по 1992 роки Сіблі був професором біології в Університеті Сан-Франциско, а з 1993 року і до самої смерті був ад'юнкт-професором біології в Університеті Сонома.
Сіблі зацікавився гібридизацією та її наслідками для еволюції та систематики, а на початку 1960-х років він почав зосереджуватися на молекулярних дослідженнях білків крові, а потім електрофорезу яєчного білка.
До початку 1970-х років Сіблі був першопрохідцем у дослідженні гібридизації ДНК-ДНК з метою раз і назавжди виявити справжні зв'язки між сучасними птахами. Спочатку вони були дуже суперечливими і не сприймалися його колегами. З плином часу та вдосконаленням лабораторних методів доводи Сіблі стали переконливішими. Деякі теорії Сіблі — такі, як тісний взаємозв'язок куроподібних та [гусеподібні|гусеподібних]] птахів, були згодом перевірені. Інші теорії, такі як включення різноманітних груп до ряду Ciconiiformes, виявилися помилковими.
У 1986 році він Сіблі обраний членом Національної академії наук США. У 1988 році Сіблі та Джон Алквіст були нагороджені медаллю Даніеля Жиро Елліота від Національної академії наук. Він був обраний президентом Міжнародного орнітологічного конгресу в 1990 році.